# Hôpital européen Georges-Pompidou
Hôpital européen Georges-Pompidou è un ospedale pubblico nel XV arrondissement  di Parigi. È stato costruito nel 21º secolo.
È noto come uno dei principali ospedali per malattie cardiache del mondo. Nel 2013, Alain Carpentier ha sviluppato il primo cuore artificiale al 100% utilizzando biomateriali e sensori elettronici.
Il dispositivo è stato impiantato con successo da un team dell'ospedale il 18 dicembre 2013.